# Casa González-Alvarez
A Casa González-Álvares (em inglês:  González-Alvarez House), também conhecida como a casa mais antiga, é atualmente um edifício histórico em St. Augustine, Flórida, na estrada Santo Francis, nº 14. O título de "Casa mais antiga" foi dado numa altura em que se acreditava que a casa tinha sido construída no século 16. O título de casa mais antiga do EUA é disputada entre a Casa mais antiga dos Estados Unidos em Santa Fé e Acoma Pueblo. A casa é propriedade da Sociedade Histórica de St. Augustine, e está aberta a visitas guiadas como parte do complexo da Casa mais antiga. Existem vestígios arqueologicos das ocupações Espanholas, Inglesas e Americanas de St. Augustine.

## Galeria de imagens

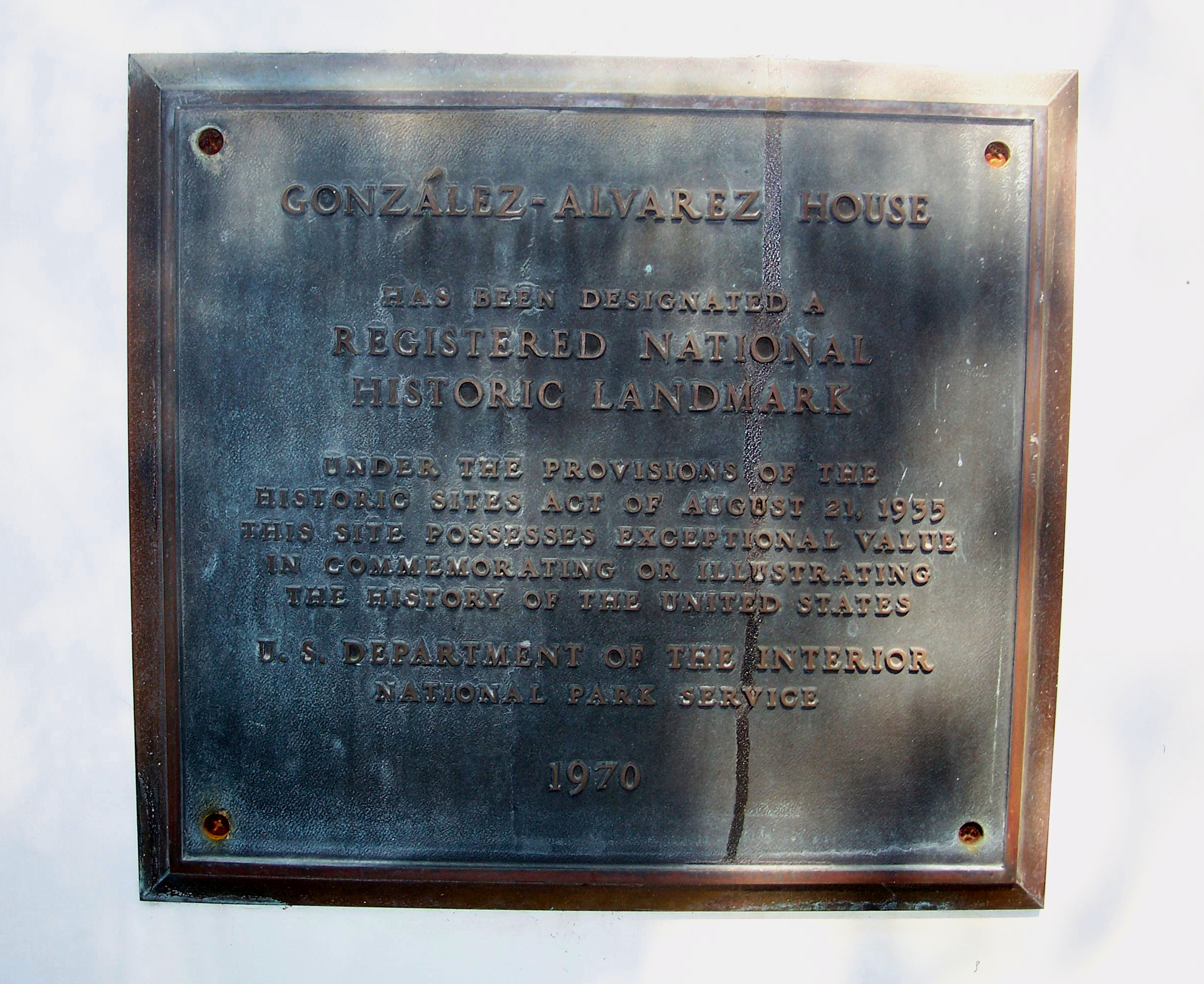
Placa de Registro Nacional de Lugares Históricos
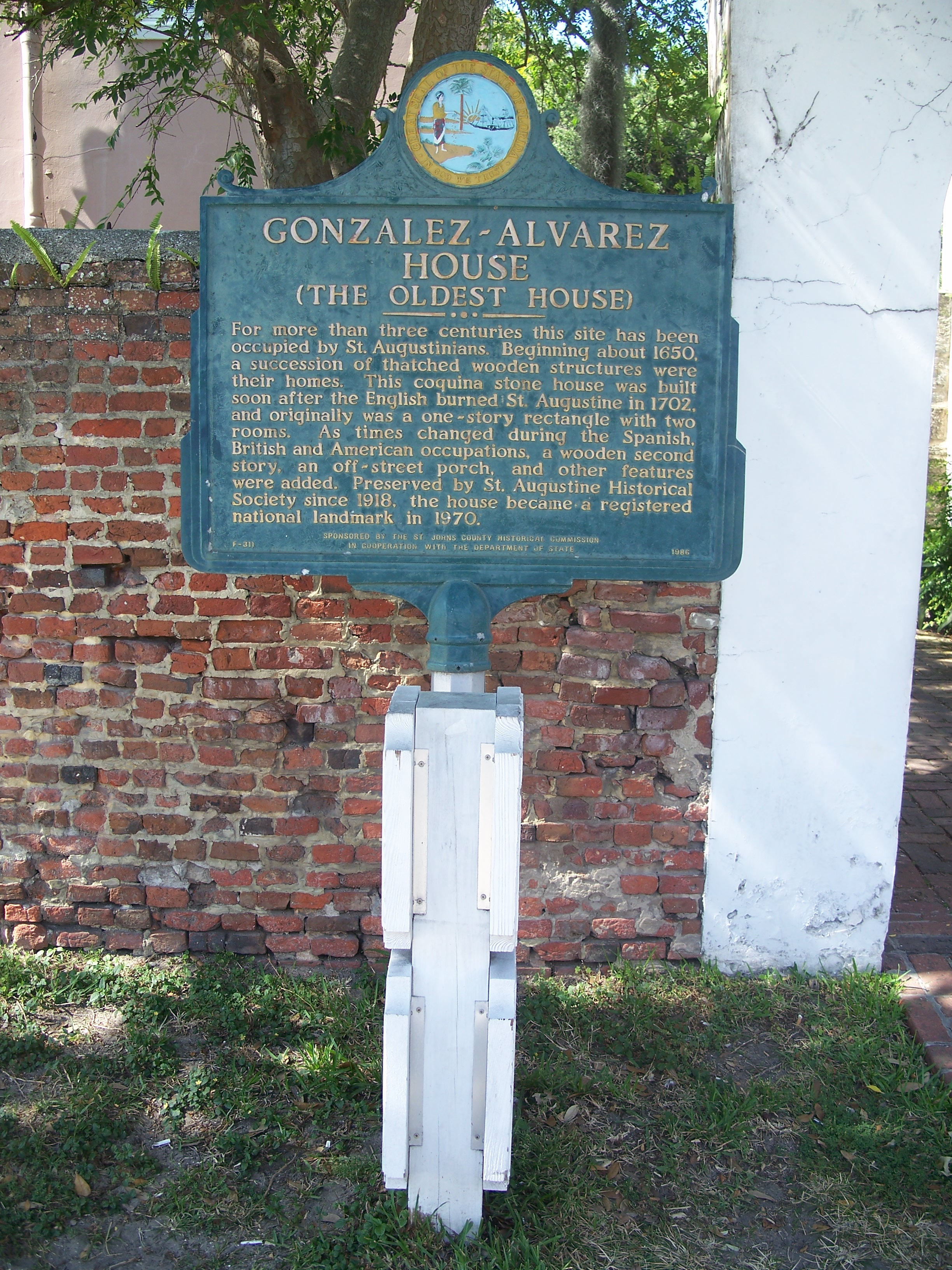
local Histórico
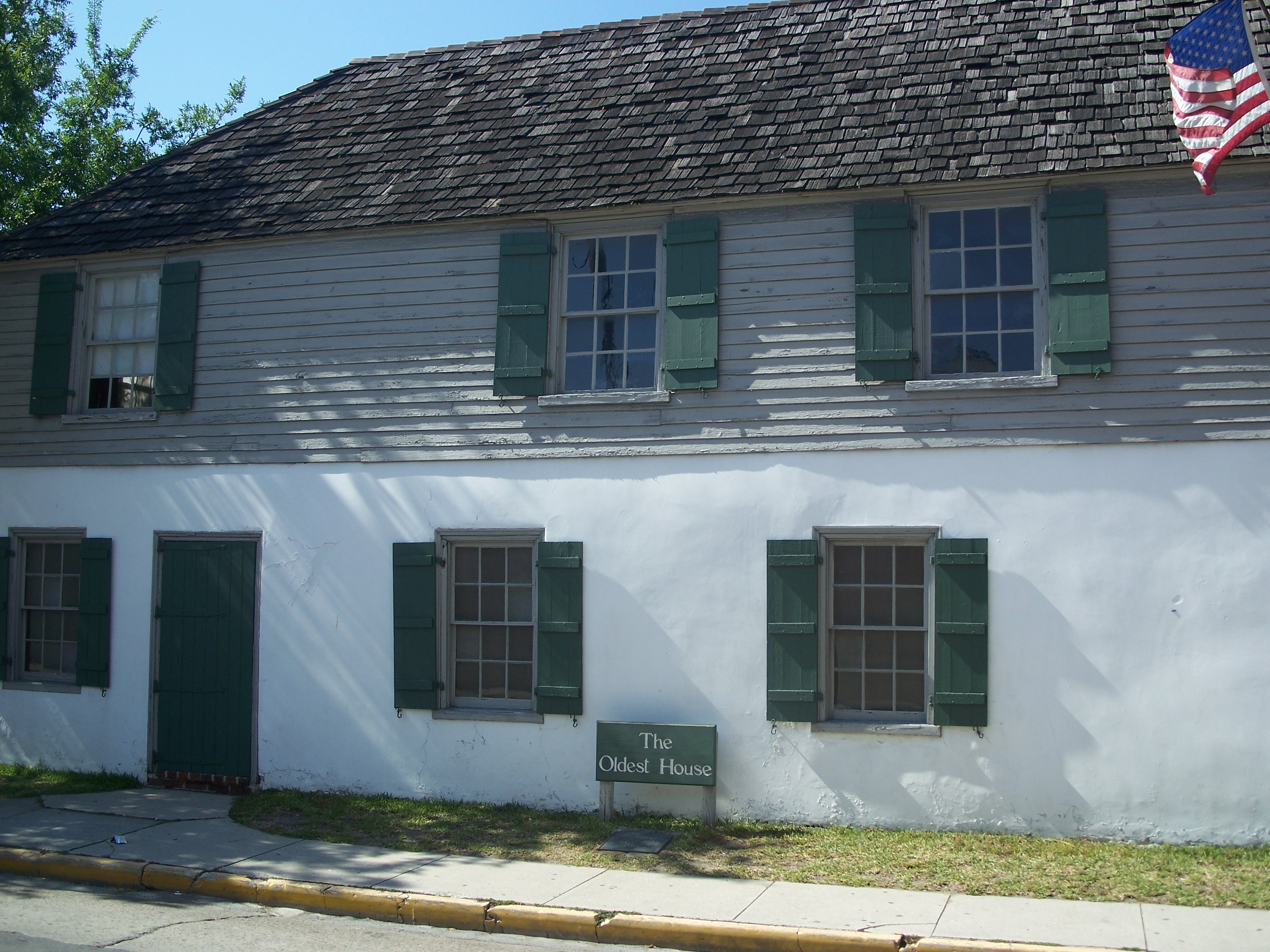
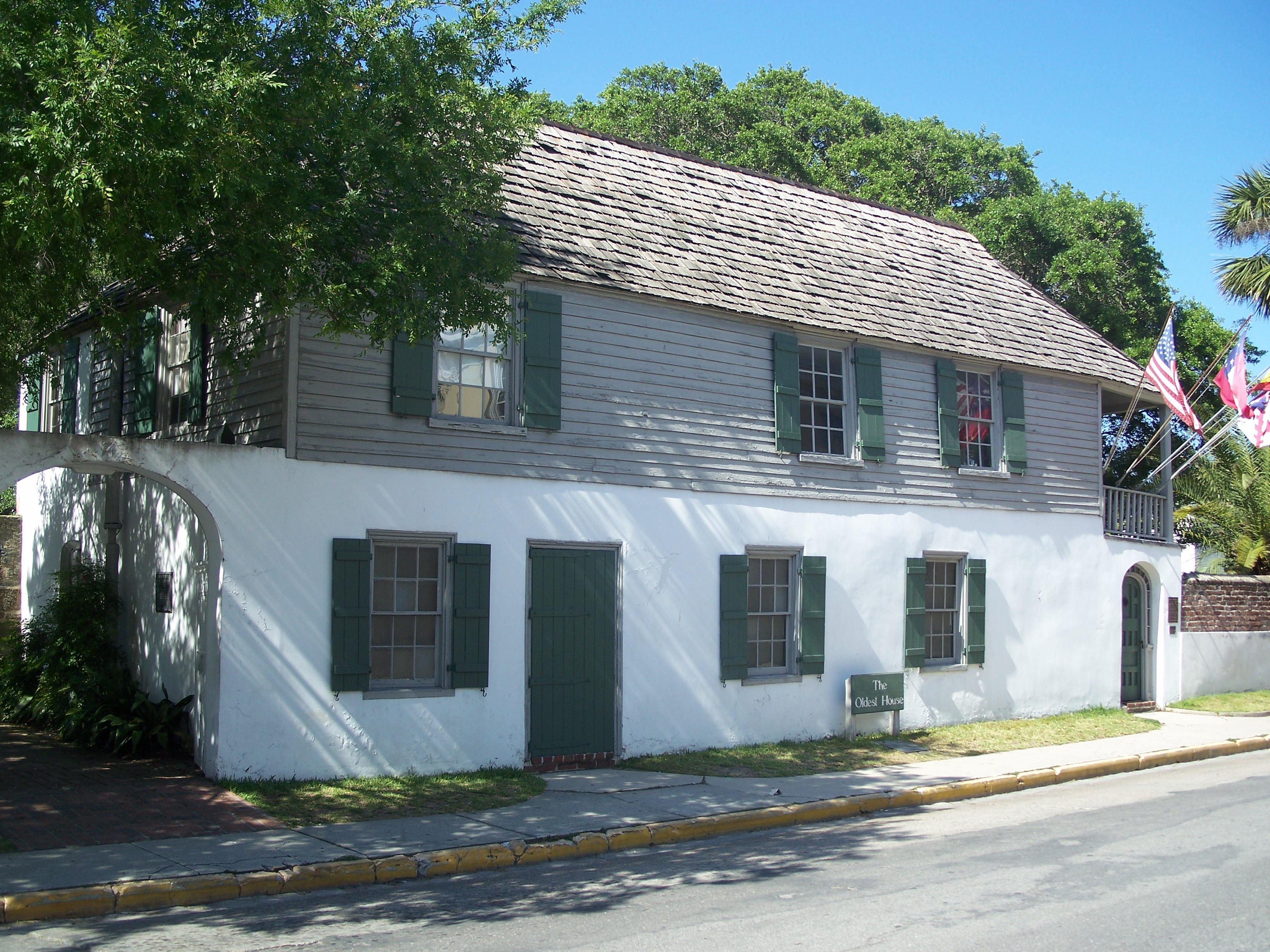
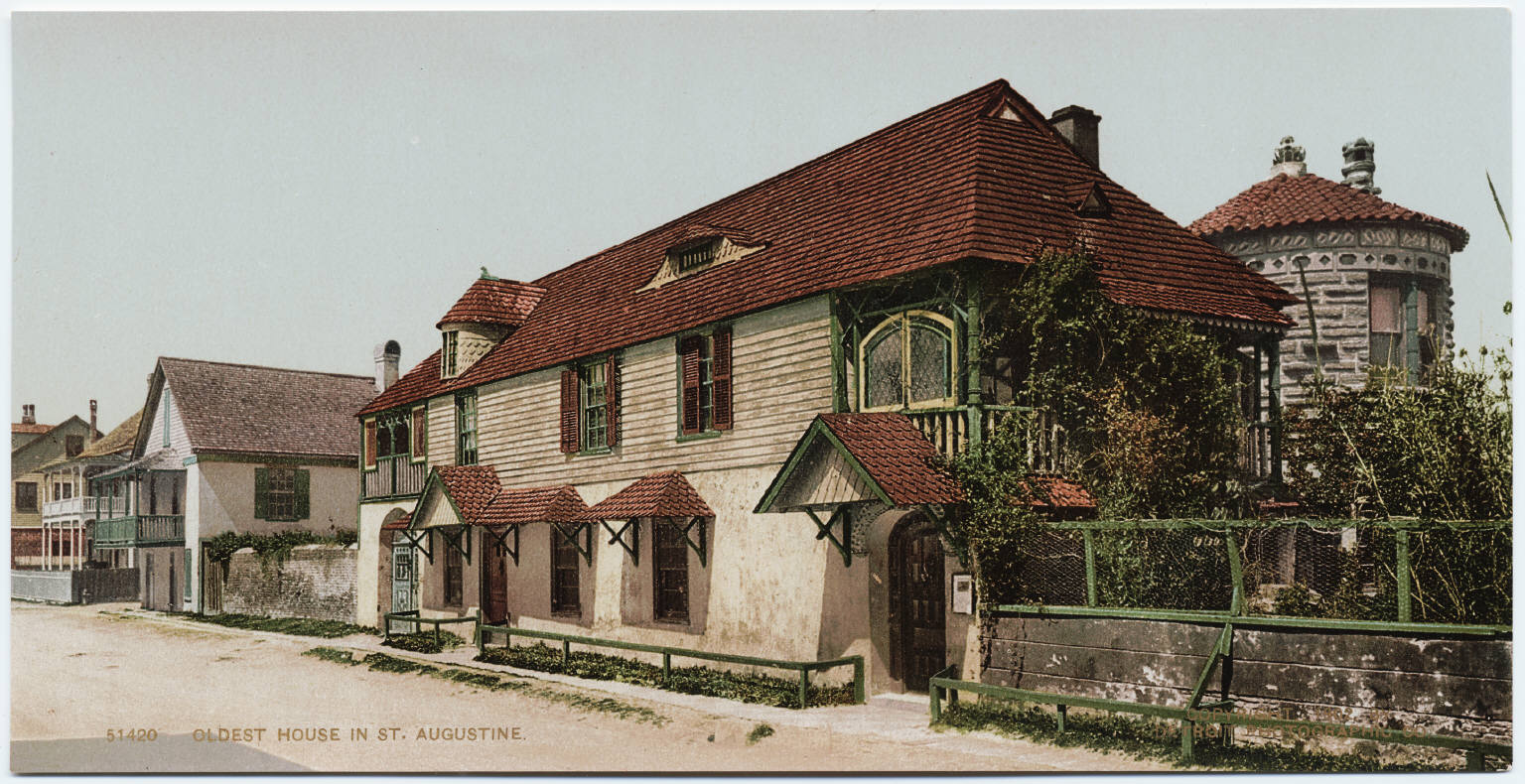
c. 1902